# Ты и я (фильм, 2011)
«Ты и я» (англ. You and I) — фильм режиссёра Ролана Жоффе по произведению Алексея Митрофанова и Анастасии Моисеевой «TATU Come Back». Съёмки, в которых принимали участие Юля Волкова и Лена Катина из дуэта t.A.T.u., начались в мае 2007 года, певицы играли самих себя. Рабочее название «В поисках t.A.T.u.», (англ. Finding t.A.T.u.). Презентация фильма состоялась 25 января 2011 года в Москве, лейбл — российская кинокомпания «Централ Партнершип».

## Сюжет
Джейни Сойер (Шантель Ван Сантен) — американка, недавно переехавшая в Москву, живёт с мачехой и отцом, который загружен работой и почти никогда не бывает дома. Девушка избалована, богата, но у неё нет друзей и родительской поддержки, поэтому она употребляет наркотики. Она является поклонницей группы «t.A.T.u.». В Интернете Джейни знакомится с другой поклонницей, Ланой Старковой (Миша Бартон), живущей в небольшом провинциальном российском городке. Лана учит английский и пишет стихи, она амбициозна, мечтает вырваться из родного захолустья в столицу и начать карьеру модели. Джейни пишет музыку на сочиненные Ланой стихи и выкладывает записанные песни на YouTube, где их замечает продюсер t.A.T.u. Макс. Девушки встречаются в Москве, чтобы вместе пойти на концерт любимой группы, но купленные билеты оказываются фальшивыми, и героини втягиваются в водоворот невероятных событий. Их ждет «зазеркалье» ночной жизни со всем её блеском и опасностями, приключения на грани волшебной сказки и ночного кошмара, испытания верности и стойкости. Лана поймет, что моделью можно стать только через постель, переступив через себя и свои принципы, и волей обстоятельств окажется в тюрьме, Джейни попадёт в наркопритон, откуда, кажется, назад дороги нет. Но, несмотря на все конфликты, предательства и разочарования, девушки найдут силы отказаться от фальшивых ценностей, откроют в себе новые таланты и чувства, уже гораздо большие, чем просто дружба, и наконец попадут на концерт любимой группы, которая теперь исполняет написанные ими песни.

## В ролях
- Миша Бартон — Лана Старкова (дублирует Екатерина Редникова)
- Шантель Вансантен — Джейн Сойер
- Игорь Десятников — Иван
- Алекс Калужский — Дима
- Чарли Крид-Майлз — Йен
- Лена Катина — в роли самой себя
- Юля Волкова — в роли самой себя
- Антон Ельчин — Эдуард Никитин (дублирует Марат Башаров)
- Хелена Мэттсон — Кира
- Екатерина Маликова — Марина
- Алика Смехова — мать Ланы
- Олеся Судзиловская — мать Джейн
- Александр Белоногов — Макс
- Александр Семчев — Леонид
- Бронсон Пинчот — Таррино
- Евгений Коряковский — Алексей
- Алексей Митрофанов — Алексей Митронов
- Эля Чавес — фотограф

## Съёмки
Съёмки проходили в Москве, Ярославле, Лос-Анджелесе. Как сказал на пресс-конференции в РИА Новости 28 апреля 2008 года продюсер Сергей Конов, в ходе съёмок сценарий переделывался 12 раз. В картине звучит 6 песен «Тату», планируется выход саундтрека. По словам Конова, картину приглашали участвовать в конкурсной программе Каннского кинофестиваля, но продюсеры решили ограничиться неконкурсной, аргументируя тем, что «это не фестивальное кино». Как заявил Конов, «да и не хотели мы делать фестивальную картину. Мы денег хотели заработать».
Участницы «Тату» сказали, что это «фильм о любви», а не «лесбийский фильм». Как писала британская The Guardian, пресса негативно оценила картину. Первоначально фильм было решено назвать «Finding t.A.T.u.» (В поисках t.A.T.u.), тогда как экранизируемая книга называлась «TATU Come Back» (Возвращение Тату), такое изменение было решено сделать из-за неактуальности по времени «возвращения» группы. В конце концов проект получил название «You and I» (Ты и я).
Сценарий фильма переделывали 12 раз. Последний, окончательный вариант вышел с досъёмкой в Лос-Анджелесе. Большая часть съёмочного процесса происходила в России.
В эпизодической роли фотографа на концерте группы «t.A.T.u.» в Москве в фильме снялась российская певица Эля Чавес. Сделанные ей фотографии вошли в специальный репортаж, который стал первым опубликованным журналистским материалом об этом выступлении.

## Релиз
Выход фильма на российские экраны состоялся 3 февраля 2011 года, в США — 6 февраля.
В мае 2008 года t.A.T.u. посетили 61-й Каннский кинофестиваль, чтобы представить картину. По утверждению создателей, бюджет фильма составил 20 млн долл.

## Музыка
В фильме звучали песни из репертуара t.A.T.u.:
- You & I
- Show Me love в ремиксе Sven Martin
- Snowfalls
- Don't Regret
- Fly on the Wall
- Craving
- Little People
- Loves Me Not
- Maimi из репертуара DJ Riga